# West Perth
West Perth es un municipio canadiense situado en la provincia de Ontario.

## Superficie
West Perth tiene una superficie de 578,88 km².

## Demografía
En 2021, tenía 9038 habitantes, una densidad poblacional de 15,6 hab./km², y 3567 viviendas.